# لانگین
| سامانه   | ردیف     | اشکوب      | میلیون سال پیش |
| -------- | -------- | ---------- | -------------- |
| کواترنری | پلیستوسن | گالئاسین   | → پس از آن     |
| نئوژن    | پلیوسن   | پیاچنزین   | ۲٫۵۸۸–۳٫۶۰۰    |
| نئوژن    | پلیوسن   | زانکلین    | ۳٫۶۰۰–۵٫۳۳۲    |
| نئوژن    | میوسن    | مسینین     | ۵٫۳۳۲–۷٫۲۴۶    |
| نئوژن    | میوسن    | تورتونین   | ۷٫۲۴۶–۱۱٫۶۰۸   |
| نئوژن    | میوسن    | سراوالین   | ۱۱٫۶۰۸–۱۳٫۶۵   |
| نئوژن    | میوسن    | لانگین     | ۱۳٫۶۵–۱۵٫۹۷    |
| نئوژن    | میوسن    | بوردیگالین | ۱۵٫۹۷–۲۰٫۴۳    |
| نئوژن    | میوسن    | آکوئیتانین | ۲۰٫۴۳–۲۳٫۰۳    |
| پالئوژن  | الیگوسن  | چاتین      | → پیش از آن    |

لانگین (انگلیسی: Langhian) در مقیاس زمانی زمین‌شناسی تعریف‌شده توسط کمیسیون بین‌المللی چینه‌شناسی یک اشکوب یا عصر از ردیف یا دور میوسن میانی به‌شمار می‌رود. لانگین بازه زمانی از ۱۵٫۹۷ تا ۱۳٫۶۵ میلیون سال پیش را در بر می‌گیرد. این عصر پس از بوردیگالین و پیش از سراوالین قرار دارد.

## دیرینه‌شناسی
- کوسه‌های لبه‌دار
- کوسه گاوی: کوسه شش‌آبششی پخ‌بینی، کوسه شش‌آبششی چشم‌درشت، کوسه هفت‌آبششی پهن‌بینی

### پستان‌داران
- تک‌سم‌سانان
- کرگدن
- جوندگان
- همسترهای دم‌کوتاه
- سنجاب، سنجاب غول‌پیکر